# Roxanne (film)
A Roxanne 1987-ben bemutatott amerikai romantikus filmvígjáték, melyet Fred Schepisi rendezett. A forgatókönyvet Edmond Rostand Cyrano de Bergerac című színdarabja alapján Steve Martin írta. A főbb szerepekben Steve Martin, Daryl Hannah és Rick Rossovich látható.

## Cselekmény
C.D. Bales egy kisváros tűzoltóparancsnoka, aki a helyi közösség megbecsült tagja, egyetlen életét keserítő dolog van csupán: a szokottnál sokkal hosszabb orra. Egy nap a városba költözik Roxanne, a szép, csillagászattal foglalkozó nő. A szemrevaló nő hamar felkelti Bales figyelmét, de ő inkább Chris, Bales tűzoltóbrigádjának legújabb, jóképű tagja iránt mutat érdeklődést. Persze a vonzalom Chris részéről sem viszonzatlan, a gond csupán az, hogy Chris sekélyes, gyáva, és egy épkézláb gondolata sincs, amikor meg kéne nyilvánulnia Roxanne előtt. Bales ezzel szemben bármikor képes ötletesen, választékosan, vagy épp romantikusan, szívhez szólóan kifejezni magát, így aztán Chris rövidesen a segítségét kéri Roxanne meghódításához. A terv beválik, Roxanne tökéletesen elhiszi, hogy Chris maga a két lábon járó romantika, miközben a srác csak Bales segítségével és gondolataival képes eredményt elérni a nőnél, aki nem is sejti, hogy a szép szavak a hosszú orrú tűzoltóparancsnok gondolatai, aki maga is egyre több érzelmet kezd táplálni Roxanne iránt...

## Szereplők
| Szerep             | Színész            | Magyar hang          |
| ------------------ | ------------------ | -------------------- |
| C.D. Bales         | Steve Martin       | Fülöp Zsigmond       |
| Roxanne Kowalski   | Daryl Hannah       | Kovács Nóra          |
| Chris McConnell    | Rick Rossovich     | Rátóti Zoltán        |
| Dixie              | Shelley Duvall     | Pálos Zsuzsa         |
| Chuck              | John Kapelos       | Orosz István         |
| Deebs polgármester | Fred Willard       | Szabó Sipos Barnabás |
| Dean               | Max Alexander      |                      |
| Andy               | Michael J. Pollard | Harkányi Endre       |
| Ralston            | Steve Mittleman    | Felföldi László      |